# Orville Gibson

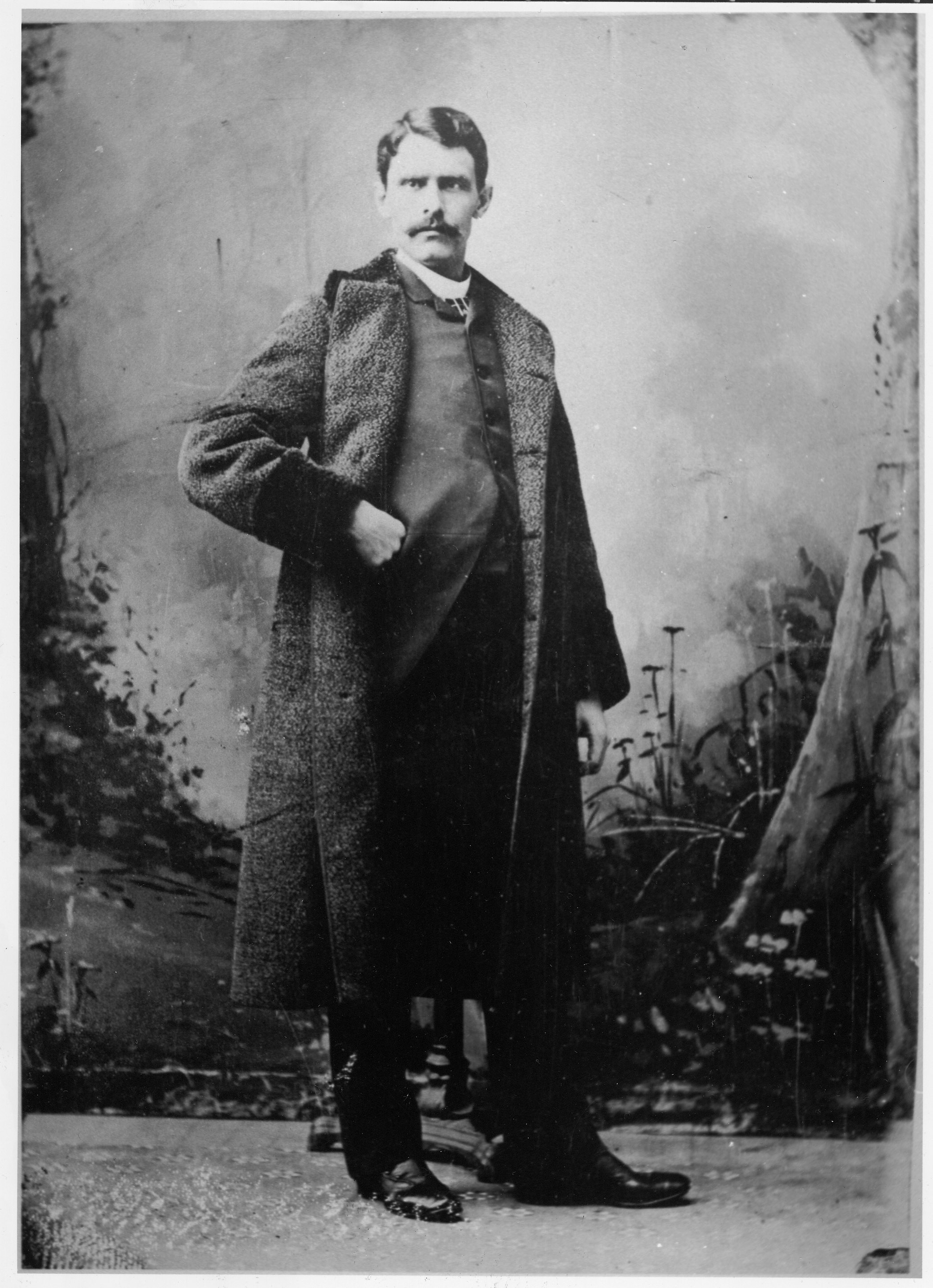
Orville Gibson (pre 1910)

Orville H. Gibson (Chateaugay, Nueva York, 21 de agosto de 1856 - Ogdensburg, 21 de agosto de 1918) fue un lutier estadounidense que fundó la Gibson Guitar Corporation en Kalamazoo, Míchigan, en 1902, fabricantes de guitarras, mandolinas y otros instrumentos.
Gibson comenzó en 1894 en su taller casero en Kalamazoo, Míchigan. Sin formación académica, Orville había creado un nuevo estilo de mandolina y guitarra, con las tapas talladas y arqueadas como la parte superior de un violín. Sus creaciones eran tan diferentes que se le concedió una patente de su diseño, y además eran más fuertes y más durables que los instrumentos con trastes contemporáneos, y los músicos muy pronto empezaron a hacerle más pedidos de los que era capaz de construir en su taller.
Apoyados en las geniales ideas de Orville Gibson, cinco empresarios de Kalamazoo formaron  en 1902 la Gibson Mandolin Guitar Mfg. Co. Ltd. Poco tiempo después de que la empresa empezara la producción, la junta aprobó una moción para que a Orville H. Gibson «se le pagará solamente por el tiempo real que trabaja para la compañía». Después de ese tiempo, no hay ningún indicio claro si trabajaba allí a tiempo completo, o como consultor. Orville Gibson era considerado un poco excéntrico, incluso ha habido incógnitas sobre algunos años de su vida y de si sufría o no algún tipo de enfermedad mental.
A partir de 1908, Orville Gibson recibió un salario de $500 de Gibson Mandolin Guitar Mfg. Co., Ltd.,(equivalente a 20.000 dólares al año en términos modernos). Estuvo ingresado cierto número de veces en hospitales entre 1907 y 1911. En 1916, fue hospitalizado de nuevo, y murió el 21 de agosto de 1918 en San Lorenzo State Hospital, un centro psiquiátrico de Ogdensburgo, Nueva York. Gibson está enterrado en el cementerio de Morningside Malone, Nueva York.